# McFarland & Company
McFarland & Company, Inc. est une maison d'édition spécialisée dans la publication d'ouvrages universitaires et d'essais destinés au public adulte implantée à Jefferson (Caroline du Nord). Son président et directeur de la publication est Robert Franklin, qui a fondé l'entreprise en 1979,,. McFarland emploie cinquante personnes. En 2011, le nombre de titres publiés était d'environ 5 000 unités.

## Revues universitaires éditées
- Base Ball: A Journal of the Early Game
- Black Ball: A Journal of the Negro Leagues
- Clues: A Journal of Detection
- Journal of Information Ethics
- North Korean Review

## Récompenses
McFarland a remporté à trois reprises le Governor's Business Award in the Arts and Humanities